# Abaeis nicippe
Abaeis nicippe is een vlindersoort uit de familie van de Pieridae (witjes), onderfamilie Coliadinae.
Abaeis nicippe werd in 1779 beschreven door Cramer.